# Rabela tabebuiae
Rabela tabebuiae är en insektsart som först beskrevs av Dozier 1927.  Rabela tabebuiae ingår i släktet Rabela och familjen dvärgstritar. Inga underarter finns listade i Catalogue of Life.